# 1955 en Inde
Chronologie de l'Inde
- 1951
- 1952
- 1953
- 1954
- 1955
- 1956
- 1957
- 1958
- 1959

Cette page concerne les évènements survenus en 1955 en Inde  :

## Évènement
- Délégation d'All India Kisan Sabha en Europe (en) : le parti communiste All India Kisan Sabha (en), envoie une délégation de neuf membres en Europe.
- 18 mai : Loi sur le mariage hindou (en)
- décembre : Cinquième amendement de la Constitution de l'Inde (en)
- 22 décembre : Commission de réorganisation des États (en) (réorganisation des frontières).

## Cinéma
- 2e cérémonie des Filmfare Awards
- 2e cérémonie des National Film Awards (en)

Sortie de film
- Devdas
- La Complainte du sentier
- Mr. & Mrs. 55
- Shree 420

## Littérature
- En attendant le Mahatma (en), roman de R. K. Narayan.

## Création
- Aéroport international de Goa
- Championnat d'Inde d'échecs
- Parc national de Kanha
- Transportes Aéreos da Índia Portuguesa (compagnie aérienne de l'Inde portugaise)

## Dissolution
- Heure de Bombay (fuseau horaire)
- Imperial Bank of India (en) (devenue la State Bank of India)
- Swatantra Nepali (en), journal.

## Naissance
- Pandula Ravindra Babu (en), personnalité politique.
- Mamata Banerjee, femme politique.
- Hariharan (en), chanteur.
- Rohini Hattangadi, actrice.
- Rajendrasinh Jadeja (en), joueur de cricket.
- Maharaj Krishan Kaushik (en), joueur de hockey.
- Anupam Kher, acteur, réalisateur et producteur.
- Khan Shein Kunwar (en), écrivain.
- Udit Narayan, chanteur.
- Manohar Parrikar, personnalité politique.
- Smita Patil, actrice.
- Rajesh Roshan (en), réalisateur et compositeur.
- Karan Thapar (en), journaliste.

## Décès
- Shanti Swaroop Bhatnagar (en), chimiste et scientifique.
- Bekhud Dehlvi (en), poète.
- Vemuri Gaggaiah (en), acteur.
- Brij Mohan Dattatreya Kaifi (en), écrivain et poète.
- Henry Heras, historien et archéologue.
- Rukhmabai, médecin et féministe.
- D. V. Paluskar (en), chanteur.
- N. N. Pillai (en), acteur.
- Iqbal Suhail (en), poète.